# Sicarius tropicus
Sicarius tropicus är en spindelart som först beskrevs av Cândido Firmino de Mello-Leitão 1936. 
Sicarius tropicus ingår i släktet Sicarius och familjen Sicariidae. Inga underarter finns listade i Catalogue of Life.